# ヴェルトルントシャウ
ヴェルトルントシャウ（Weltrundschau。英語に直訳すれば、「World Observations」または「World Review」、日本語にあえて訳せば「世界展望」（社）または「世界評論」（社））とは、1920年代にユダヤ系ドイツ人であるルドルフ・ビルンバッハ（Rudolf Birnbach）により設立された写真エージェンシー。デフォトとならんで、第二次世界大戦前のドイツを代表する写真エージェンシーの1つである。ヴェルトルンドシャウ、ヴェルトルントシャオ、ヴェルトルンドシャオなどと記載されることもある。
ヴェルトルントシャウは、フォトジャーナリズム勃興期のドイツにあって、新聞社等のメディアにニュース写真を提供することにより、その発展をさらに促すことに貢献した。しかし、ヴェルトルントシャウについては、まとまった情報がほとんどなく、正確にいつ設立されたのか、また所属した代表的な写真家は誰か、といった基本的な情報もよくわからないのが現状である。
専門家による研究およびその研究の公表が望まれる。
なお、現在「Weltrundschau Verlag」という出版社がスイスに存在するが（下記「外部リンク」参照）、この出版社は本項目での説明の対象である「Weltrundschau」と関係があると推測されるが、その関係の具体的内容や歴史的経緯の詳細（例えば、もともと出版社であったWeltrundschauが、別会社を興して写真エージェンシーの事業にも進出した、など）については不明である。
なお、この出版社からは「WELTRUNDSCHAU: Chronik der Zeitgeschichte - Rückschau unseres Lebens」（英訳すると「WORLD REVIEW: chronicle of contemporary history - review of our life」）という年鑑が出版されている（、1956年以降を対象としたものしか刊行されていない）が、次のページによると（）「Bilder im Spiegel der Zeit」という本がこれとは別途刊行されており、それが1900年から1955年を対象としている。

## 日本語の参考文献・展覧会
日本語の文献でヴェルトルントシャウの詳細を解説したような文献はない。また、日本で開催された展覧会でヴェルトルントシャウを取り上げたような展覧会は存在しない。